# Train d'échangeurs
Dans l'industrie du pétrole, lors du raffinage, beaucoup d'énergie est utilisée pour chauffer et refroidir les différents produits ou bruts. Afin d'économiser une certaine quantité de calories, on construit des séries d'échangeurs de chaleur entre ceux-ci, donnant naissance à des trains d'échangeurs.
Ils sont constitués de tubes concentriques, où circulent les différents produits, dont l'emplacement, la longueur, et les diamètres sont calculés de manière précise, pour maximiser les gains d'énergie. Les flux sortants des unités de raffinage sont très chauds, on utilise alors pour les refroidir, les flux entrants, qui ont besoin d'être réchauffés avant d'être traité,,,,. Ceci limite l'utilisation de systèmes réfrigérants ou aéro-réfrigérants, et économise une bonne partie de l'énergie de chauffage, au sein de l'unité de raffinage.